# Dème de Tritée
Le dème de Tritée, en grec moderne : Δήμος Τριταίας / Dímos Tritéas, est un ancien dème du district régional d'Achaïe, en Grèce-Occidentale. Depuis  2010, il est fusionné au sein du dème d'Érymanthe.
Selon le recensement de 2011, la population du dème compte 3 086 habitants.

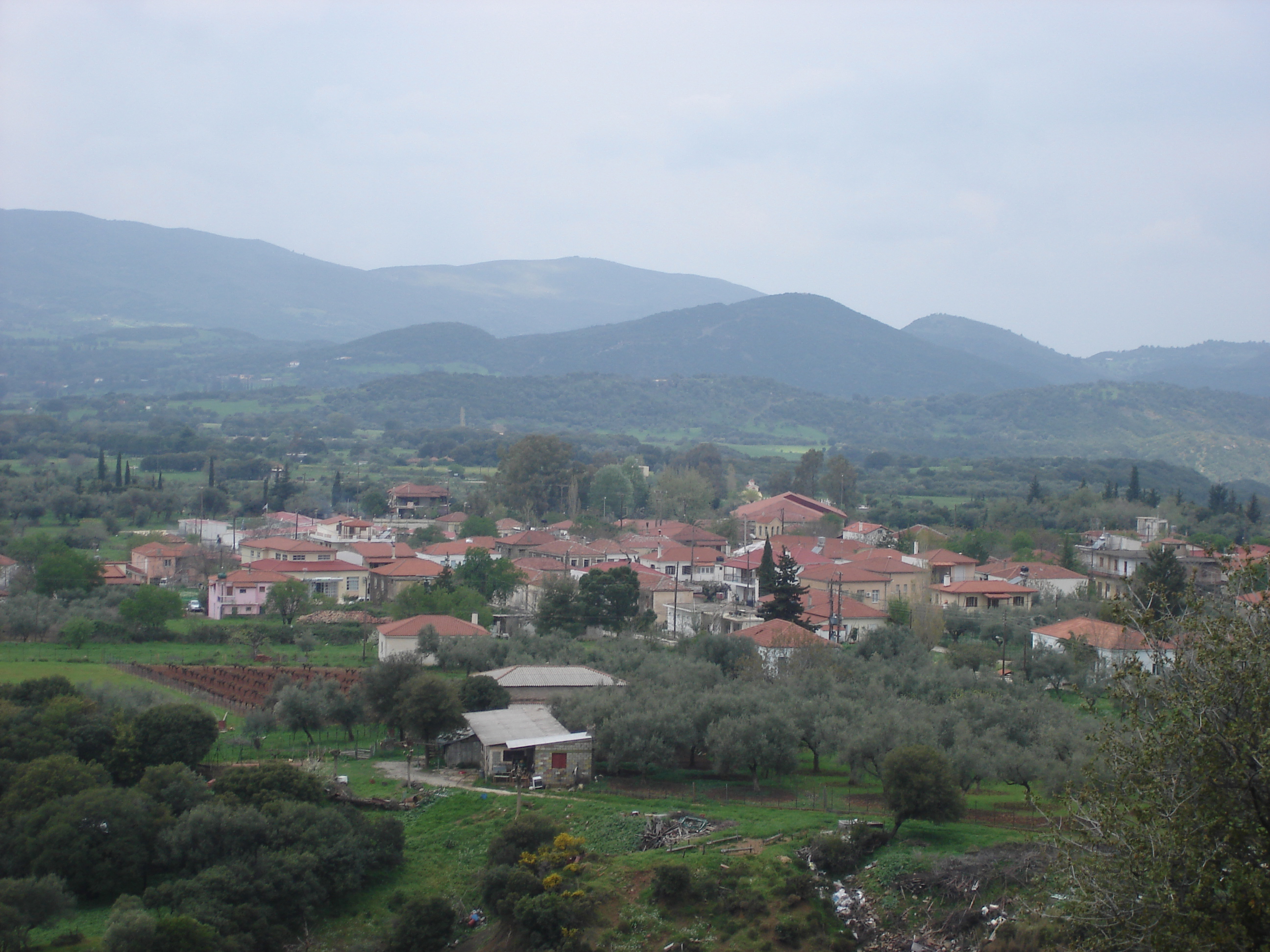
Erymantheia, un village de Tritaia

## Origine du nom
Le dème de Tritée (Tritaia) doit son nom à l'ancienne ville achéenne de Tritaea, située près de l'actuel village d'Agia Marina. 
D'après la légende telle que rapportée par Pausanias, Tritée, une fille du dieu marin Triton et de Tritonis, nymphe du lac du même nom en Libye, a une liaison avec Arès, le dieu de la guerre, dont naît Mélanippos. Devenu adulte, il bâtira une cité qu'il nomma en l'honneur de sa mère et dont elle devient la déesse tutélaire (selon une autre version, la ville de Tritaia fut plutôt fondée par un habitant de Cumes, appelé Celbidante).